# Елізабет (Іллінойс)
Елізабет (англ. Elizabeth) — селище (англ. village) в США, в окрузі Джо-Дейвісс штату Іллінойс. Населення — 694 особи (2020).

## Географія
Елізабет розташований за координатами 42°19′0″ пн. ш. 90°13′6″ зх. д. / 42.31667° пн. ш. 90.21833° зх. д. (42.316571, -90.218456).  За даними Бюро перепису населення США в 2010 році селище мало площу 2,01 км², уся площа — суходіл.

## Демографія
Згідно з переписом 2010 року, у селищі мешкала 761 особа в 348 домогосподарствах у складі 183 родин. Густота населення становила 379 осіб/км².  Було 409 помешкань (204/км²).
Расовий склад населення:
| - 97,2 % — білих - 0,7 % — чорних або афроамериканців |

До двох чи більше рас належало 2,0 %. Частка іспаномовних становила 0,9 % від усіх жителів.
За віковим діапазоном населення розподілялося таким чином: 22,2 % — особи молодші 18 років, 50,6 % — особи у віці 18—64 років, 27,2 % — особи у віці 65 років та старші. Медіана віку мешканця становила 44,8 року. На 100 осіб жіночої статі у селищі припадало 85,6 чоловіків;  на 100 жінок у віці від 18 років та старших — 77,2 чоловіків також старших 18 років.
Середній дохід на одне домашнє господарство  становив 42 878 доларів США (медіана — 38 375), а середній дохід на одну сім'ю — 52 247 доларів (медіана — 44 375). За межею бідності перебувало 13,6 % осіб, у тому числі 15,4 % дітей у віці до 18 років та 20,5 % осіб у віці 65 років та старших.
Цивільне працевлаштоване населення становило 375 осіб. Основні галузі зайнятості: освіта, охорона здоров'я та соціальна допомога — 20,8 %, мистецтво, розваги та відпочинок — 14,7 %, транспорт — 12,3 %.